# Хлорид калію
Хлор́ид кáлію — KCl, калієва сіль соляної кислоти. Біла кристалічна речовина.

## Отримання
В лабораторних умовах хлорид калію можна отримати взаємодією гідроксиду калію з соляною кислотою:
{\displaystyle {\mathsf {KOH+HCl\rightarrow KCl+H_{2}O}}}

## Загальний опис
Температура плавлення 776 °C, температура кипіння 1407 °C. Належить до структурного типу NaCl. В природі зустрічається у вигляді мінералу сильвіна.
Широко застосовується в сільському господарстві як калійне добриво. Крім того, служить сировиною для одержання гідроксиду калію та інших сполук калію. Іноді застосовується як добавка до кухонної солі (так звана «сіль з пониженим вмістом натрію»).

Не рекомендується застосувати калій хлористий на культурах, чутливих до хлору (картопля на чипси, льон, виноград, томати, тютюн, цитрусові, декоративні культури), особливо на суглинкових ґрунтах. Дози добрив розраховуються за даними агрохімічного аналізу ґрунту, кліматичних умов, біологічних потреб і запланованої врожайності культури. Ефективно використовувати восени при основному внесенні під цукрові буряки, озиму пшеницю.

## Небезпека використання
Хлорид калію не горючий, пожежо- і вибухобезпечний. За ступенем впливу на організм людини належить до речовин 3-го класу небезпеки. Пилоподібні частинки, потрапляючи на шкіряні рани, погіршують їх загоєння. На неушкоджену шкіру хлорид калію шкідливої дії не виявляє. Не утворює токсичних сполук у повітряному середовищі.
Не належить до корозійних речовин, швидкість корозії сталевої та алюмінієвої поверхні становить менше 0,35 мм на рік.